# Valeriana bridgesii
Valeriana bridgesii är en kaprifolväxtart som beskrevs av William Jackson Hooker och Arn. Valeriana bridgesii ingår i släktet vänderötter, och familjen kaprifolväxter. Inga underarter finns listade i Catalogue of Life.